# Fontana Records
Fontana Records var ett skivmärke som startades på 1950-talet av Philips Records. Fontana fungerade som underetikett fram till i början av 1970-talet då Philips bestämde sig för att satsa på Mercury Records och Vertigo istället. Bolaget var dock åter aktivt på 1980-talet med artister som Pere Ubu och Tears for Fears.

## Artister på bolaget
- Dave Dee, Dozy, Beaky, Mick and Tich
- Wayne Fontana and the Mindbenders
- the Herd
- Eden Kane
- Gunnar Kinch
- Anita Lindblom
- Manfred Mann
- the Merseybeats
- Nana Mouskouri
- the Pretty Things
- New Vaudeville Band
- Silkie
- Millie Small
- Steam
- Sten & Stanley
- Sven-Erik Magnusson
- Sven-Ingvars
- the Spencer Davis Group
- the Troggs
- Vanity Fare